# 举牌
“举牌”是一個中國大陸关于上市公司收购的术语。《中华人民共和国证券法》规定：投资者持有或者通过协议、其他安排与他人共同持有一个上市公司已发行股份达到5%时，应向国务院证券监督管理机构、证券交易所作出书面报告，通知该上市公司，并予以公告，该过程被称为“举牌”。